# Perameles allinghamensis
Perameles allinghamensis (лат.) — вымерший вид из рода длинноносых бандикутов семейства бандикутовые. Жил в Австралии 4 миллиона лет назад в плиоценовой эпохе. Окаменелые останки обнаружены на Блафф-Даунсской палеонтологической стоянке в северо-восточном Квинсленде.
Длина тела достигала 19 см. Как и ныне живущие бандикуты, имел более длинные задние лапы.